# Espérance Langlois
Pour les articles homonymes, voir Langlois.
Espérance Langlois, née le 19 octobre 1805 à Pont-de-l'Arche et morte le 4 décembre 1864 à Sèvres, est une peintre et graveuse française.
Elle est aussi connue comme Espérance Bourlet de la Vallée ou Espérance Langlois Bourlet, après son mariage avec l'avocat et homme d'affaires Jean-Adrien Bourlet de la Vallée.

## Biographie
Élève et fille du graveur Eustache-Hyacinthe Langlois, sœur du peintre Polyclès Langlois, elle réalise à l'âge de 13 ans une gravure du château de Philippe Auguste à Rouen. Elle publie sa première gravure en 1823 dans un livre avec texte de son père.
Sa gravure du vitrail de la cathédrale de Rouen consacré à Saint Julien l'Hospitalier, dans un ouvrage publié par son père en 1832, inspire Gustave Flaubert pour sa nouvelle La Légende de Saint Julien l'Hospitalier. L'écrivain souhaitait même, en 1879, en intégrer une version en couleurs dans une réédition des Trois contes, mais le projet est abandonné à la suite de discussions avec son éditeur Charpentier.
Elle a été employée pour faire de la peinture sur porcelaine par la manufacture de Sèvres.

## Hommages
Une plaque commémorative est posée pour lui rendre hommage le 19 novembre 2022 dans l'aître Saint-Maclou de Rouen, en lien avec ses dessins des sculptures du lieu.

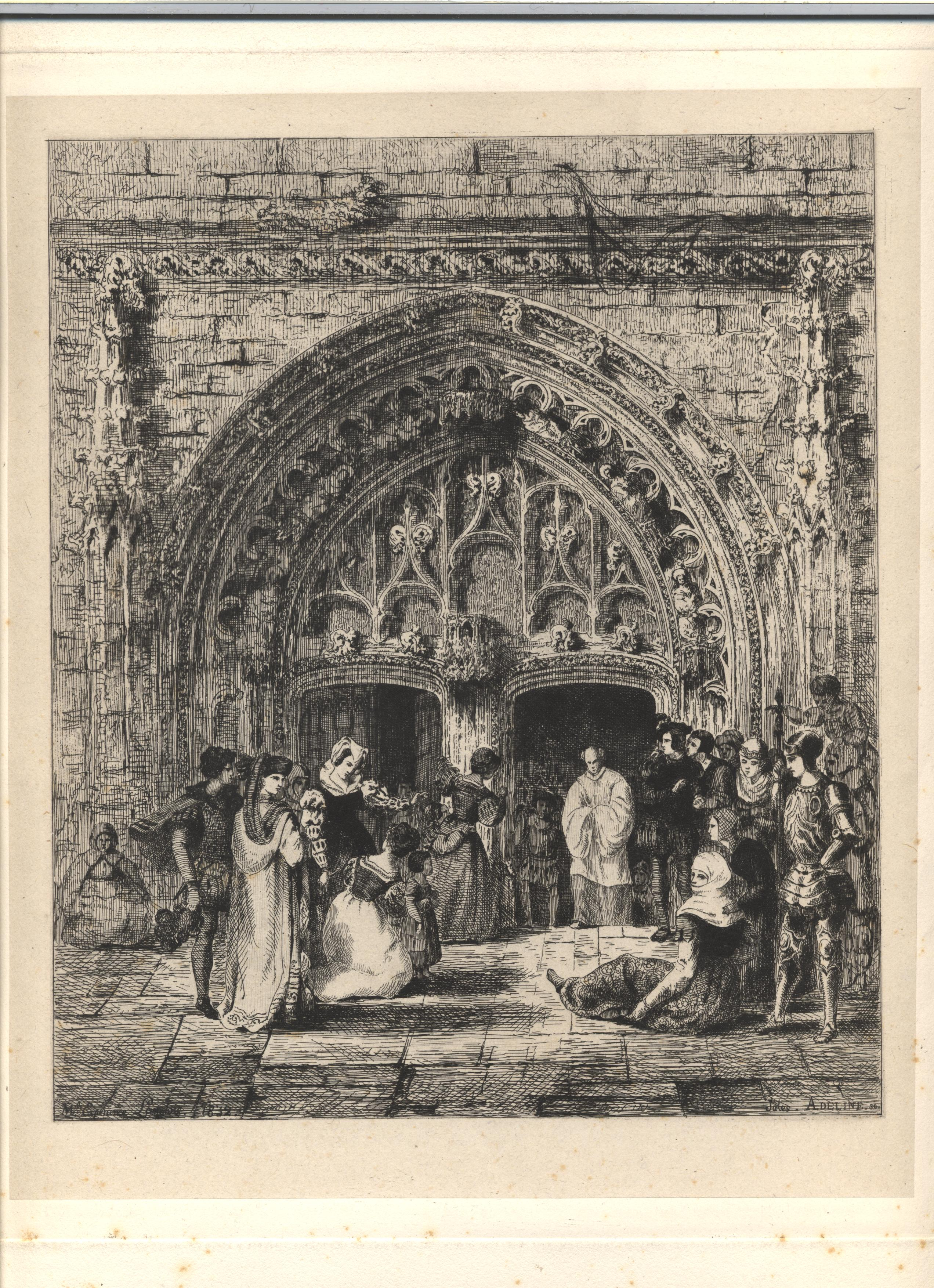
Ancienne église de Bonsecours.

## Œuvre
On lui a attribué des gravures de thèmes historique, archéologique et religieux et des huiles de scènes de genre et portraits. Certaines de ses œuvres comme le Partage ont également été attribuées à Eugène Langlois.

### Quelques-unes de ses œuvres
- Vue intérieure du cloître de Saint-Wandrille. Dessin[9].
- Le Partage ou Enfants sur les quais de Paris. Huile sur toile, 46 × 55 cm (attribué).
- Procession en Normandie. Huile sur toile, 21 × 27 cm.
- Portrait de dame. Huile sur toile, 33 × 41 cm (attribué).
- Vitrail de Saint Julien de la cathédrale de Rouen. Gravure (1832).
- Cérémonie de la levée de la Fierté. Gravure (1833).
- Mausolée du cardinal d'Amboise, dans la cathédrale de Rouen. Gravure avec rehauts de gouache.
- Tête de vieille normande. Salon de 1836.
- Faust et Marguerite. Salon de 1839.

### Œuvres publiées
- Eustache-Hyacinthe Langlois, Essai historique et descriptif sur la peinture sur verre ancienne et moderne et sur les vitraux les plus remarquables de quelques monumens français et étrangers suivi de La Biographie des plus célèbres peintres-verriers, Édouard Frère, Rouen, 1832 ; Bertout, Luneray, 1987  (ISBN 286-743-055-0) Orné de sept planches dessinées et gravées par Espérance Langlois.
- Les 86 stalles sculptées du chœur de la cathédrale de Rouen, P. et M. Mannschott, Rouen, 1987 Reproductions de l'édition de 1838 des gravures d’Espérance Langlois.
- Eustache-Hyacinthe Langlois, Essai historique, philosophique et pittoresque sur les danses des morts, A. Lebrument, Rouen, 1852 Orné de 54 planches dessinées et gravées par E.-H. Langlois, Espérance Langlois, Brévière et Tudot.